# Ferdinand Linzenich
Ferdinand Linzenich (* 1956 in Bergisch Gladbach) ist ein deutscher Kabarettist, Motivationstrainer, Moderator und Kommunikationsberater.

## Leben
Nach seinem Abitur 1976 absolvierte er seinen Wehrdienst als Fallschirmjäger bei der Bundeswehr.
Im Anschluss an eine Bankausbildung studierte er von 1977 bis 1981 Betriebswirtschaft und anschließend einige Semester Jura an der Uni Köln.
Nachdem er jahrelang Karate als Leistungssport betrieben hatte, gründete er mit seinem Bruder Johannes die erste Kampfsportschule in Bergisch Gladbach, aus der im Laufe der Jahre eine regional operierende Fitnessstudiokette entstanden ist. Heute zählt die Linzenich Fitness Gruppe zu den größten und erfolgreichsten privat geführten Fitnessstudioketten Deutschlands.
Seit 1996 ist er zudem auch in der Kommunikations- und Unterhaltungsbranche als Unternehmer tätig – von der konzeptionellen Beratung über die Regie bis zur Produktion von Veranstaltungen jeder Art, Theaterstücken und Filmen.
Mittlerweile verfügt er über einen ausgezeichneten Ruf als Motivationstrainer und Kommunikationsberater. Er hat für viele große deutsche Unternehmen und Verbände als Festredner, Moderator und Coach gearbeitet. Er war Kolumnist der Wirtschaftswoche und Redenschreiber für verschiedene Ministerpräsidenten.
Ferdinand Linzenich ist verheiratet und hat zwei Kinder.

### Kabarett
1984 begann er seine Bühnenkarriere als Kabarettist.
Gemeinsam mit Nikolaus Kleine bildete er ab 1985 das Kabarett-Duo Kleine & Linzenich und war über 24 Jahre mit verschiedensten Bühnenprogrammen erfolgreich.
Von 2010 bis 2012 war er als Kabarettist mit seinem ersten Solo-Programm Ich liebe das Leben, weil ich darin auftreten darf! auf den renommierten Kleinkunstbühnen des Landes unterwegs – vom Düsseldorfer Kom(m)ödchen über die Berliner Wühlmäuse und das Stuttgarter Renitenztheater bis zum Kölner Senftöpfchen.
Von 2013 bis 2014 war er mit seinem zweiten Solo-Programm Heiter kommt weiter zu sehen.
Im Januar 2016 feierte sein drittes Solo-Programm „Tut mir leid, war Absicht!“ Premiere.

## Engagement
- Ferdinand Linzenich war und ist ehrenamtlich in seiner Heimatstadt Bergisch Gladbach u. a. als Vorsitzender des Stadtmarketings aktiv. Außerdem war er von 2005 bis 2006 Präsident des Fußballvereins SV Bergisch Gladbach 09.
- 2016 wurde er für sein herausragendes soziales Engagement mit der goldenen Ehrennadel der Stadt Bergisch Gladbach ausgezeichnet.

## Bühnenprogramme

### Kleine & Linzenich (Kabarett-Duo)
- 1985 Was nicht in Euren Lesebüchern steht!
- 1985 (Un)menschliches
- 1986 Das hat uns noch gefehlt
- 1986 Deutschstunde (erstmals)
- 1987 Und hätten die Liebe nicht
- 1988 Ganz reizend!
- 1989 Worauf warten wir noch
- 1991 Schein und Sein
- 1992 Alles light
- 1994 Klonige Zeiten
- 1995 Zehn Jahre fein und gemein sein
- 1996 Wie soll das weitergehen, wenn das so weitergeht
- 1998 Schön, Euch zu treffen
- 2000 Mann oh’ Mann
- 2002 Halbzeit
- 2004 Nackte Tatsachen
- 2005 (T)olle Kamellen (Best of)
- 2007 Die Heuchelmörder
- 2009 Die letzte Zugabe

### Ferdinand Linzenich (solo)
- 2010 Ich liebe das Leben, weil ich darin auftreten darf! – Eine satirische Bewusstseinserheiterung.
- 2013 Heiter kommt weiter – Ein kabarettistisches Glaubensbekenntnis.
- 2016 Tut mir leid, war Absicht! – Eine satirische Auferstehungsfeier wider den Zeitgeist.
- 2019 Vorsicht bissiger Mund – Satirische Bekenntnisse eines Mutbürgers! (Premiere Januar 2019)

## Veröffentlichte Werke

### Diskographie
- Ferdinand Linzenich, Nikolaus Kleine: Und hätten die Liebe nicht ttm records, 1993
- Ferdinand Linzenich, Nikolaus Kleine, Norbert Blüm: Drei Mann in einem Boot NNC Special/New Classic Colours, 1995
- Ferdinand Linzenich, Nikolaus Kleine: Phallstudien zum Geschlechterk(r)ampf aus dem Programm Mann oh’ Mann, WortArt, 2000, ISBN 3-7857-1123-9
- Ferdinand Linzenich, Nikolaus Kleine: Halbzeit WortArt, 2002, ISBN 3-7857-1258-8
- Ferdinand Linzenich, Nikolaus Kleine: Nackte Tatsachen BMG Berlin Musik, 2004
- Ferdinand Linzenich, Nikolaus Kleine: (T)olle Kamellen BMG Berlin Musik, 2005
- Ferdinand Linzenich, Nikolaus Kleine: Die Heuchelmörder BMG Berlin Musik, 2007
- Ferdinand Linzenich: Ich liebe das Leben, weil ich darin auftreten darf! Cogito Media, 2010
- Ferdinand Linzenich: Adventskranzfirlefanz – Der Christkindflüsterer Cogito Media, 2011
- Ferdinand Linzenich: Heiter kommt weiter – Ein kabarettistisches Glaubensbekenntnis Cogito Media, 2013
- Ferdinand Linzenich: Tut mir leid, war Absicht! – Eine satirische Auferstehungsfeier wider den Zeitgeist Cogito Media, 2016

### Bibliographie
- Ferdinand Linzenich, Nikolaus Kleine: Das hat uns noch gefehlt! Kunstverlag Wilhelm, Bergisch Gladbach, 1988
- Ferdinand Linzenich, Nikolaus Kleine: Weihnachtsspitzen Bastei Lübbe, Bergisch Gladbach, 1995, ISBN 978-3-404-12421-3
- Ferdinand Linzenich: Adventskranzfirlefanz Cogito Media, Bergisch Gladbach, 2010
- Ferdinand Linzenich, Thomas Brückner: Von Alaaf bis Zölibat – Das satirische Lexikon rheinischer Lebensart Marzellen Verlag Köln, 2014, ISBN 978-3-937795-29-4
- Ferdinand Linzenich, Thomas Brückner: Achtung, leben, los! – Warum man heiter weiter kommt Marzellen Verlag Köln, 2018

### Fernsehsendungen
- 1996–1997 Die Kleine & Linzenich Show (26 Folgen) WDR